# Psilalcis ectocampe
Psilalcis ectocampe är en fjärilsart som beskrevs av Eugen Wehrli 1953. Psilalcis ectocampe ingår i släktet Psilalcis och familjen mätare. Inga underarter finns listade.